# Comtat de Bentheim
El comtat de Bentheim (Grafschaft Bentheim) fou un estat del Sacre Imperi Romanogermànic al sud-oest de la moderna Baixa Saxònia, corresponent aproximadament al modern districte (Landkreis) de Bentheim. La terra de Bentheim comprenia els marges dels rius que creuen el país, terres al·luvials arenoses 
(bentheim en alemany vol dir pedra arenosa) que eren exportades a altres llocs d'Alemanya i els Països Baixos.

## Història
Com en altres llocs vers l'any 1000 els senyors locals van començar a imposar la seva autoritat al territori per la construcció de castells; però de la primera nissaga de Bentheim no se'n sap res; per matrimoni el comtat va passar a Otó un comte de la casa de Salm, que tampoc va tenir fills mascles, deixant com a hereva a la seva filla Sofia, casada amb el comte Dirk VI d'Holanda, que va morir el 1157. Sofia li va sobreviure fins al 1176, però les funcions comtals van passar de fet abans al seu fill Otó I. El 1263, Bentheim va incorporar el comtat de Tecklenburg, i amb el temps es van formar diverses branques comtals que van adquirir per matrimoni o van comprar diversos territoris a Rheda, Steinfurt i als Països Baixos. El 1277, el comtat de Bentheim fou dividit en les línies Bentheim-Bentheim (bàsicament el comtat original) i Bentheim-Tecklenburg (bàsicament el comtat de Tecklenburg).
Bentheim-Bentheim va existir fins al 1530, quan es va extingir la línia i l'herència va recaure en Arnold II de Bentheim-Steinfurt que el 1544 es va fer luterà i va començar a introduir la reforma a Bentheim i altres territoris que governava. Predicadors protestants van arribar a Bentheim la tardor de 1587 i el 1588 es va adoptar la nova església, introduïda també a Tecklenburg (1589) i a Steinfurt (1591). El 1613, el comte Arnold Jobst de Bentheim-Steinfurt va crear el Consell Suprem de l'Església que fou un òrgan rector dels afers espirituals al comtat i va vetllar per la supremacia de l'església reformada de Bentheim als tres comtats.
Arnold Jobst va morir el 1643, i el comtat de Bentheim-Steinfurt es va dividir en Bentheim-Steinfurt i Bentheim-Bentheim (aquest format pels dominis originals de Bentheim). El 1753 el comtat de Bentheim fou incorporat per l'elector de Hannover
El 1803, Bentheim fou unit a Bentheim-Steinfurt i el 1803 el comtat fou mediatitzat dins del ducat de Berg (que va obtenir Bentheim) i de Prússia (que va obtenir Steinfurt). Bentheim fou annexionat per França el 1810 junt amb el regne d'Holanda i altres regions de l'Alemanya del nord-oest. El Congrés de Viena de 1815 va concedir Bentheim a Hannover. El 1866 Hannover va passar a Prússia.

## Comtes de Bentheim (vers 1000 - 1277)
- Desconeguts vers 1000-1115
- Otó de Salm (1115–1149) (marit de l'hereva)
- Sofia (1149–1176) (filla)
- Dirk VI d'Holanda (marit) (1149–1157)
- Otó I (1176–1207) (fill)
- Balduí (1207–1247)
- Otó II (1247–1277)
- Partició entre Bentheim-Tecklenburg i Bentheim-Bentheim, 1277.

### Bentheim-Bentheim
- Egbert 1277-1305
- Joan 1305-1333
- Simó 1333-1348
- Otó III 1348-1364 d. 1379
- Bernat I 1364-1421
- Eberwin 1421-1454
- Divisió entre Bentheim-Bentheim i Bentheim-Steinfurt
- Bernat II 1454-1473
- Eberwin 1473-1530
- Extinció, passa a Bentheim-Steinfurt 1530 (fins al 1643)

#### Bentheim-Steinfurt
- Arnold I 1454-1466
- Eberwin II (primer príncep 1495) 1466-1498
- Arnold II 1498-1544 (adquisició de Bentheim-Bentheim, 1530)
- Eberwin III 1544-1562 (adquisició de Bentheim-Tecklenburg, 1557)
- Arnold III 1562-1606
- Divisió entre Bentheim-Steinfurt i Bentheim-Tecklenberg-Rheda 1606.
- Arnold Jobst (a Steinfurt) 1606-1643 
  - Guillem Enric (a Bentheim) 1606-1632
  - Frederic Ludolf (a Alpen) 1606-1629
  - Conrad Gumbert (a Limburg) 1606-1618
- Divisió entre Bentheim-Steinfurt i Bentheim-Bentheim, 1643.
- Ernest Guillem 1643-1693
- Ernest 1693-1713
- Carles Frederic 1713-1733
- Carles Pau Ernest 1733-1780
- Luís (primer príncep mediatitzat, gener 1817) 1780-1806 (+ 1817)
- Mediatitzat 1803
- A Prússia 1803-1809
- A Berg 1809-1813
- A Prússia 1813-1815
- A Hannover 1815-1866
- A Prússia 1866

##### Bentheim-Tecklenberg-Rheda
- Adolf 1606-1625
- Moritz 1625-1674
- Joan Adolf 1674-1701
- Frederic Moritz 1701-1710
- Moritz Casimir I 1710-1768
- Moritz Casimir II 1768-1805
- Emil (primer príncep mediatitzat 1817) 1805-1806 (+ 1837)
- A Prússia 1806

##### Bentheim-Bentheim
- Felip Conrad 1643-1668
- Arnold Moritz 1668-1701
- Herman Frederic 1701-1723 (+1731)
- Lluís Francesc 1723-1731
- A Hannover 1753 (fins a 1803)
  - Frederic Carles 1731-1803
- A Berg 1803-1813 (de facto domini francès 1803-1806 i 1810-1813)
- A Prússia 1813-1819
- A Hannover 1819-1866
- A Prússia 1866

### Bentheim-Tecklenburg
- Otó III 1277-1289
- Otó IV 1289-1302
- Otó V 1302-1328
- Ricarda 1328-1338
- Nicolau I de Schwerin 1338-1360
- Otó VI 1360-1388
- Nicoalu II 1388-1426
- Otó VII 1426-1450
- Divisió entre Bentheim-Tecklenburg i Bentheim-Lingen, 1450
- Nicolau III 1450-1493 (+ 1508)
- Otó VIII 1493-1526
- Conrad 1526-1557
- A Bentheim-Steinfurt 1557-1707
- A Prússia des de 1707

#### Bentheim-Lingen
- Otó 1450-1508
- Nicolau III de Tecklenburg 1493-1508
- Nicolau IV 1508-1541
- Conrad de Tecklenburg 1541-1547 (+1557)
- Maximilià 1547-1548
- Anna 1548-1555 (+ 1558)
- A Espanya 1555-1588
- A Orange 1588-1605
- A Espanya 1605-1632
- Als Països Baixos 1632-1702
- A Prússia 1702-1809
- A Berg 1809-1813
- A Prussia 1813-1815
- A Hannover. 1815-1866
- A Prússia 1866

## Branques de Bentheim
- Comtat de Bentheim (vers 1000 - 1277)
- Bentheim-Alpen (1606–1629)
- Bentheim-Bentheim (1277–1530, 1643–1753, 1753 - 1803)
- Bentheim-Bentheim & Bentheim-Steinfurt (1803–1806)
- Bentheim-Limburg (1606–1632)
- Bentheim-Lingen (1450–1555)
- Bentheim-Steinfurt (1454 - 1803)
- Bentheim-Tecklenburg (1277–1557)
- Bentheim-Tecklenburg-Rheda (1606–1806)